# Trypanognathus
Trypanognathus — викопний рід темноспондилів підряду двінозаври, що існував на території Німеччини на межі пізнього кам‘яновугільного і раннього пермського періодів.

## Опис
Подібно до інших двінозаврів, Trypanognathus мав добре розвинену бічну лінію, видовжений тулуб і відносно малі кінцівки. Подібно до Trimerorhachidae, він мав череп трикутної форми, що може бути примітивною ознакою двінозаврів. Від інших примітивних двінозаврів Trypanognathus відрізняється такою комбінацією ознак: зубна і надкутова обрамляють великий отвір для лемешевих ікол, носова стиснена збоку антеромедіальним відростком сльозової, дермальна частина септомаксилярної кістки видовжена, відстань між орбітами відносно коротка, орбіти більші відносно черепа, ніж у близько споріднених форм, таких як Trimerorhachis, зуби верхньощелепної кістки дрібніші, заглиблення в задній частині лускатої кістки дуже слабко виражене.